# Nieuw Wereldtijdschrift
Le Nieuw Wereldtijdschrift (la Nouvelle Revue mondiale ; en abrégé : le NWT) est une revue littéraire flamande, publiée de 1984 à 1997 et de 1998 à 2000. La revue a succédé au Nieuw Vlaams Tijdschrift (la Nouvelle Revue flamande).

## Bref historique
Le Nieuw Vlaams Tijdschrift comptant un trop petit nombre d'abonnés, la maison d'édition Manteau décida, en 1983, de ne plus soutenir la revue, mais de la faire passer par un processus approfondi de renouvellement.  La nouvelle revue, dont le titre faisait référence au Algemeen Wereldtijdschrift, qui joue un rôle dans le roman Lijmen (Embobiner) de Willem Elsschot, et dont le projet s'inspirait de Tom Wolfe, devait être rédigée par Herman de Coninck, Piet Piryns et Hugo Claus.  Ce dernier se retira cependant de ce projet auquel se rallia toutefois Paul de Wispelaere, rédacteur en chef du Nieuw Vlaams Tijdschrift.  De Coninck finit par devenir le nouveau rédacteur en chef.  D'abord publiée par Manteau, la revue fut reprise par Nijgh & Van Ditmar.
La revue de gauche voulait apporter un mélange de littérature et de journalisme, dans lequel De Coninck avait acquis quelque expérience en travaillant pour Humo.  Cependant, il devint vite évident que l'accueil réservé à la revue ne pouvait répondre aux attentes initiales.  Comme Humo comptait à l'époque environ 200 000 lecteurs et cinq rédacteurs, De Coninck crut que, si des cinq rédacteurs, un quittait la rédaction, 40 000 lecteurs le suivraient ; mais la revue n'en attira que 3 000.
En conséquence, on dut renoncer au projet de transformer le Nieuw Wereldtijdschrift en hebdomadaire.  Le premier volume ne comprit que deux numéros.  Après, le Nieuw Wereldtijdschrift fut publié sous forme de revue bimestrielle.  Elle devint progressivement plus littéraire et moins journalistique.
Après la mort de De Coninck en 1997 parut un numéro double presque entièrement consacré à sa mémoire.
Puis, la revue cessa temporairement de paraître, jusqu'à ce qu'en 1998, elle fut relancée sous la rédaction de Frank Albers et Bernard Dewulf à l'initiative de la maison d'édition littéraire Atlas et du quotidien De Morgen, paraissant désormais mensuellement, exception faite des mois de vacances d'été,.  Le premier numéro fut distribué en annexe au journal De Morgen du 30 mai.  La rédaction en était essentiellement la même, mais complétée par Kristien Hemmerechts, la veuve de De Coninck.  Bart Moeyaert et Marc Reynebeau écrivaient un billet pour chaque numéro.  Néanmoins, les recettes publicitaires et les chiffres de vente étant insuffisants pour maintenir sur le marché la revue sous cette forme, elle disparut définitivement en 2000,.
Le Nieuw Wereldtijdschrift était une revue novatrice qui frappait par son style et son contenu.  Parmi les nombreux envois, De Coninck réussissait toujours à choisir le poème magistral.  En outre, la revue publiait de nombreuses nouvelles d'autres écrivains flamands et étrangers.

## Ressources

### Sources
- (nl) Cet article est partiellement ou en totalité issu de l’article de Wikipédia en néerlandais intitulé « Nieuw Wereldtijdschrift » (voir la liste des auteurs).